# گونی‌خرمن
گونی‌خرمن (ترکی آذربایجانی: Güneyxırman) یک منطقهٔ مسکونی در جمهوری آرتساخ است که در استان مارتونی واقع شده‌است.